# 涙の中を歩いてる
「涙の中を歩いてる」（なみだのなかをあるいてる）は、1969年4月15日に日本コロムビアから発売されたいしだあゆみの27枚目のシングル。

## 解説
空前のミリオン・セラーを記録した「ブルー・ライト・ヨコハマ」に続き発売された作品。前作から引き続き、橋本淳と筒美京平が手掛けた作品である。前作ほどのセールスは記録できなかったものの、オリコンの週間シングルチャートでは最高位が10位まで上昇した。
B面の「恋はそよ風」はバート・バカラック風のアレンジが用いられた軽快なポップス・ナンバーとなっている。ちなみにこの楽曲はいしだ自身も出演した東宝映画『クレージーの大爆発』の挿入歌として使用された。

## 収録曲
| 全作詞: 橋本淳、全作曲・編曲: 筒美京平。 |                      |        |            |      |
| #                                        | タイトル             | 作詞   | 作曲・編曲 | 時間 |
| 1.                                       | 「涙の中を歩いてる」 | 橋本淳 | 筒美京平   | 3:13 |
| 2.                                       | 「恋はそよ風」       | 橋本淳 | 筒美京平   | 2:24 |
| 合計時間:                                | 合計時間:            | 5:37   |            |      |